# Денисов, Анатолий Михайлович
Анато́лий Миха́йлович Дени́сов (14 октября 1915, Ксеньевский, Томская губерния — 4 сентября 1978, Курган) — советский офицер, участник боёв на Халхин-Голе и Великой Отечественной войны, Герой Советского Союза (1945), гвардии майор Советской армии.

## Биография
Анатолий Денисов родился 14 октября 1915 года в крестьянской семье в посёлке Ксеньевский Ново-Кусковской волости Томского уезда Томской губернии, ныне город Асино — административный центр Асиновского района Томской области. Отец — Михаил Иванович, мать — Ксения Андреевна.
Окончил школу-семилетку, работал продавцом в асиновском сельмаге. В 1934 году окончил годичные курсы радиотехников в Сталинске (ныне — Новокузнецк).
В 1936 году Денисов был призван на службу в Рабоче-крестьянскую Красную армию. Окончил школу младших командиров, после чего служил помощником командира взвода связи. Принимал участие в боях на Халхин-Голе. Демобилизовавшись, вернулся на родину, работал заведующим Асиновским радиотрансляционным узлом.
В июле 1941 года Денисов был повторно призван в армию Асиновским РВК. Окончил Новосибирское военно-пехотное училище. С ноября 1941 года — на фронтах Великой Отечественной войны. Принимал участие в боях на Карельском (с ноября 1941 по август 1942), Юго-Западном (с августа 1942 по октябрь 1943), 1-м Украинском (с 21 января 1944 по 22 февраля 1944) и 1-м Белорусском фронтах (с 22 февраля 1944).
К январю 1945 года капитан Анатолий Денисов командовал батальоном 1103-го стрелкового полка 328-й стрелковой дивизии 47-й армии 1-го Белорусского фронта. Отличился во время освобождения Польши.
15 января 1945 года батальон Денисова с ходу переправился через Вислу к северо-западу от Варшавы, захватил плацдарм на западном берегу реки и удержал его до подхода основных подразделений полка.
Указом Президиума Верховного Совета СССР от 27 февраля 1945 года за «образцовое выполнение боевого задания командования в борьбе с немецкими захватчиками и проявленные при этом мужество и героизм» капитан Анатолий Денисов был удостоен звания Героя Советского Союза с вручением ордена Ленина и медали «Золотая Звезда» за номером 5962.
С 1945 года член ВКП(б), c 1952 года — КПСС.
После окончания войны Денисов продолжил службу в Советской армии. В 1945 году он окончил курсы «Выстрел», в 1954 году — курсы усовершенствования офицерского состава.
С 1946 по 1961 год проживал в Омской области, служил военным комиссаром нескольких районов в Омской области. В 1958 году в звании майора Денисов был уволен в запас.
С 1961 года Анатолий Михайлович Денисов проживал в городе Кургане.
Анатолий Михайлович Денисов умер 4 сентября 1978 года, похоронен на центральной аллее Нового Рябковского кладбища Кургана.

## Награды и звания
- Герой Советского Союза, 27 февраля 1945 года[4][5][6]
  - Медаль «Золотая Звезда» № 5962, 27 февраля 1945 года.
  - Орден Ленина, 27 февраля 1945 года
- Орден Красного Знамени, 18 апреля 1944 года[7].
- Орден Суворова III степени, 28 мая 1945 года[8].
- Орден Отечественной войны I степени, 22 августа 1944 года[9].
- Орден Красной Звезды.
- Медали[1], в том числе:
  - Медаль «За боевые заслуги»
  - Юбилейная медаль «За воинскую доблесть. В ознаменование 100-летия со дня рождения Владимира Ильича Ленина»
  - Медаль «За победу над Германией в Великой Отечественной войне 1941—1945 гг.», 2 сентября 1945 года[10][11]
  - Юбилейная медаль «Двадцать лет Победы в Великой Отечественной войне 1941—1945 гг.»
  - Юбилейная медаль «Тридцать лет Победы в Великой Отечественной войне 1941—1945 гг.»
  - Медаль «За освобождение Варшавы»
- Награды Монгольской Народной Республики[12]
  - Медаль «30 лет Халхин-Гольской Победы»
  - Медаль «30 лет Победы над милитаристской Японией»

Почётные звания
- Почетный гражданин города Асина Томской области (посмертно)[13].

## Память
- Улица Денисова в городе Асино (до ноября 1984 года — часть ул. Льва Толстого)
- На доме, где родился герой (г. Асино, ул. Гончарова, 98) в 1985 году установлена мемориальная доска.
- На доме, где жил герой (г. Асино, ул. Гончарова, 81) 20 января 2009 года установлена мемориальная доска.
- На доме, где жил герой (г. Курган, ул. Гоголя, 125) установлена мемориальная доска.